# Francesco De Angelis (violinista)
Francesco De Angelis (Castellammare di Stabia, 5 gennaio 1971) è un violinista italiano, solista e spalla dell'orchestra del Teatro alla Scala e della Filarmonica della Scala.

## I primi anni
Francesco De Angelis ha iniziato lo studio del violino a sei anni con Giovanni Leone. Ha partecipato giovanissimo alla "Rassegna giovani violinisti" Città di Vittorio Veneto, vincendo il primo premio per tre volte negli anni 1982, 1984 e 1985.
Su suggerimento del solista Jean-Jacques Kantorow entra nella Académie de Musique Tibor Varga di Sion (Svizzera), dove inizia il perfezionamento seguito dal Maestro Tibor Varga.
A diciannove anni vince il posto di concertino nell'orchestra del Teatro alla Scala.
Nel 1993 vince il 1º premio, assegnato all'unanimità, al 21º Concorso Nazionale di Violino, Città di Vittorio Veneto.
Nel 1995 vince l'audizione come primo violino di spalla dell'Orchestra del Teatro La Fenice a Venezia.
Nel 1998, al concorso internazionale per violino di spalla del Teatro alla Scala, viene scelto da Riccardo Muti a ricoprire il ruolo di spalla sia nell'orchestra del Teatro alla Scala, sia nell'orchestra Filarmonica della Scala.

## Carriera internazionale
Francesco De Angelis ha collaborato con i più grandi direttori d'orchestra, tra i quali Daniel Barenboim, Gary Bertini, Semyon Bychkov, Riccardo Chailly, Chung Myung-whun, Colin Davis, Rafael Frühbeck de Burgos, Charles Dutoit, Gianandrea Gavazzeni, Valery Gergiev, Carlo Maria Giulini, Paavo Järvi, Lorin Maazel, Riccardo Muti, Georges Prêtre, Gennady Rozhdestvensky, Wolfgang Sawallisch, Georg Solti, Jeffrey Tate e Yuri Temirkanov.
Ha partecipato al progetto in sostegno della pace Vie dell'amicizia del Ravenna Festival e ha suonato con la Filarmonica della Scala, sotto la direzione di Riccardo Muti, in alcune città simbolo: Sarajevo, Beirut, Gerusalemme, New York a Ground Zero, nel primo anniversario della caduta delle Torri gemelle e a Damasco. Nel 2003 è stato invitato personalmente da Valery Gergiev a San Pietroburgo e a Mosca come unico rappresentante italiano nella World Orchestra for Peace.
Come solista ha suonato in alcune tra le più prestigiose sale da concerto del mondo, tra le quali Gasteig di Monaco di Baviera, Bachzaal di Amsterdam, Conservatorio di Parigi, Rockfeller Center e Guggenheim Museum a New York, Reiss-Engelhorn Museo di Mannheim. Si è esibito con l'Orchestra di Euskadi, la Tibor Varga Chamber Orchestra, l'Orchestra di Padova e del Veneto, l'Orchestra Filarmonica della Scala, sotto la direzione di Riccardo Muti. Nella stagione 2005-2006 della Filarmonica della Scala ha eseguito il Concerto in La min Op. 82 di Aleksandr Konstantinovič Glazunov sotto la direzione di Semyon Bychkov.
Svolge anche attività nel campo della musica da camera con solisti di prestigio, tra i quali Enrico Dindo, Massimo Quarta, Jean-Jacques Kantorow, Tibor Varga e i Solisti dei Wiener Philharmoniker.
È docente al Conservatoire Supérieur et Académie de Musique Tibor Varga di Sion (Svizzera) e tiene masterclasses in Francia, Giappone, Italia e Svizzera.
Francesco De Angelis suona il violino Giovanni Battista Guadagnini Torino 1783 "Ex Kleynenberg", concesso dalla Fondazione Pro Canale di Milano.